# 瓦店遗址
瓦店遗址是位于河南省禹州市火龙镇瓦店村东部和西北部的台地上的大型龙山文化晚期遗址，为全国重点文物保护单位。

## 简介
遗址于1979年发现，面积达45万多平方米。自1980年代初以来，河南省文物研究所、北京大学考古文博院、郑州大学和美国密苏里大学等单位先后进行了5次较大规模的考古与发掘，发掘面积700余平方米。
遗址包括龙山文化早、中、晚期遗存，以晚期遗存为主。文化层堆积厚度一般有2米，最厚处为4米，内涵丰富。发现有大量的房基、灰沟、奠基坑、窖穴等遗迹。
考古研究员于2008年7月表示，该遗址可能是夏启之都阳翟。

## 出土文物
出土有陶鼎、罐、甑、斝、鬹、觚、瓮、刻槽盆、豆、圈足盘、罍、石刀、卜骨，以及玉鸟、玉璧、玉铲等，其中陶酒器、玉器、大卜骨等是目前河南境内发现的最为精致的龙山文化时期代表性器物。